# Danmarks Skolebibliotekarers børnebogspris
Danmarks Skolebibliotekarers børnebogspris er en årlig litteraturpris, der uddeles til en dansk forfatter eller illustrator. Udvælgelsen varetages af et prisudvalg. Prisen ledsages af en plakat og et kontant pengebeløb.
Prisen er stiftet i forbindelse med Danmarks Skolebibliotekarforenings 25-års jubilæum i 1978. Prisen har til formål at fremme den kvalitative danske børnebogsproduktion og gives til en dansk, skønlitterær børnebogsforfatter eller andre, der har ydet en indsats inden for børnelitteraturen som illustrator, initiativtager eller lignende. Foreningen skiftede i 2003 navn til Danmarks Skolebibliotekarer.

## Prismodtagere
- 2014: Mette Finderup for hele sit forfatterskab
- 2013: Camilla Hübbe og Rasmus Meisler: Tavs (roman)
- 2012: Charlotte Pardi for sine illustrationer
- 2011: Jesper Wung-Sung
- 2010: Manu Sareen
- 2009: Kenneth Bøgh Andersen
- 2008: Cecilie Eken
- 2007: Peter Mouritzen
- 2006: Trine May
- 2005: Hanne Kvist: Hr. Lykke. Kaos og kærlighed i hr. Lykkes kitteludlejning (roman)
- 2004: Ursula Seeberg
- 2003: Lene Kaaberbøl: Skammerens børn (roman-serie)
- 2002: Anders Johansen: Raklos rejse (roman-serie)
- 2001: Martin Petersen
- 2000: Kim Fupz Aakeson
- 1999: Designskolen Kolding
- 1998: Louis Jensen
- 1997: Torben Weinreich
- 1996: Dorte Karrebæk og Nils Hartmann
- 1995: Jørn Mathiassen: Besættelsesbarn
- 1994: Tegnedrengene (fællespseudonym) for Anders Sørensen og Per Tønnes Nielsen
- 1993: Sally Altschuler
- 1992: Cecil Bødker
- 1991: Lene og Pierre Bourgeat
- 1990: Bjarne Reuter
- 1989: Lars-Henrik Olsen: Dværgen fra Normandiet
- 1988: Bent Haller
- 1987: Hjørdis Varmer
- 1986: Halfdan Rasmussen og Ib Spang Olsen: Tante Andante
- 1985: Elvig Hansen
- 1984: Gerd Rindel
- 1983: Søren Christensen
- 1982: Jørgen Liljensøe
- 1981: Tegneserien: Ulven er løs. Undervisningsudgave (Valhalla, 1), tegnet af Peter Madsen, skrevet af Hans Rancke-Madsen, farvelagt af Søren Håkansson, produceret af Henning Kure
- 1980: Thøger Birkeland
- 1979: Ole E. Christiansen
- 1978: Bent Rasmussen